# Eupolymniphilus brevicaudatus
Eupolymniphilus brevicaudatus is een eenoogkreeftjessoort uit de familie van de Sabelliphilidae. De wetenschappelijke naam van de soort is voor het eerst geldig gepubliceerd in 2009 door Kim I.H..